# Гризоль (Эна)
Гризо́ль (фр. Grisolles) — коммуна во Франции, находится в регионе Пикардия. Департамент коммуны — Эна. Входит в состав кантона Шато-Тьерри. Округ коммуны — Шато-Тьерри.
Код INSEE коммуны — 02356.

## Население
Население коммуны на 2010 год составляло 193 человека.
| 1962 | 1968 | 1975 | 1982 | 1990 | 1999 | 2010 |
| ---- | ---- | ---- | ---- | ---- | ---- | ---- |
| 150  | 137  | 125  | 116  | 152  | 159  | 193  |

## Экономика
В 2010 году среди 133 человек трудоспособного возраста (15—64 лет) 103 были экономически активными, 30 — неактивными (показатель активности — 77,4 %, в 1999 году было 82,5 %). Из 103 активных жителей работали 87 человек (47 мужчин и 40 женщин), безработных было 16 (8 мужчин и 8 женщин). Среди 30 неактивных 11 человек были учениками или студентами, 13 — пенсионерами, 6 были неактивными по другим причинам.